# Celestino Degoix
Celestino Degoix (narozen jako Célestin Jean Ponce Degoix 4. února 1825 Mer, Loir-et-Cher – po roce 1885) byl francouzský fotograf, působící zejména v Janově v letech 1860 až 1890.

## Životopis
Célestin Degoix, syn Ponce Antoine Degoix, výběrčího daní, a jeho manželky Marie Anne Riolletové, se narodil 4. února 1825 ve městě Mer.
Jako fotograf se prosadil v Janově, kde se v roce 1885 v Turíně oženil s Darií Julií Marií Franchioni, o 37 let mladší ženou z Turína.
Jeho fotografické studio se nacházelo ve via Novissima. Celestino Degoix fotografoval město Janov ; byl také fotografem v Přírodovědném muzeu a kolem roku 1875 pořídil entomologické fotografie. V roce 1887 se zúčastnil první italské výstavy fotografií ve Florencii . V roce 1873 vytvořil sérii fotografií domácí dílny sochaře Santo Varni.

## Sbírky
- Fond Fratelli Alinari, Florencie[5]
- Rijksmuseum Amsterdam[6]
- Národní knihovna Francie, Paříž[7]

## Výstavy
- 10. listopadu 2004 - 6. března 2005 : Vu d'Italie 1841-1941 : la photographie italienne dans les collections du Musée Alinari, Pavillon des arts, Paris[3].

## Galerie

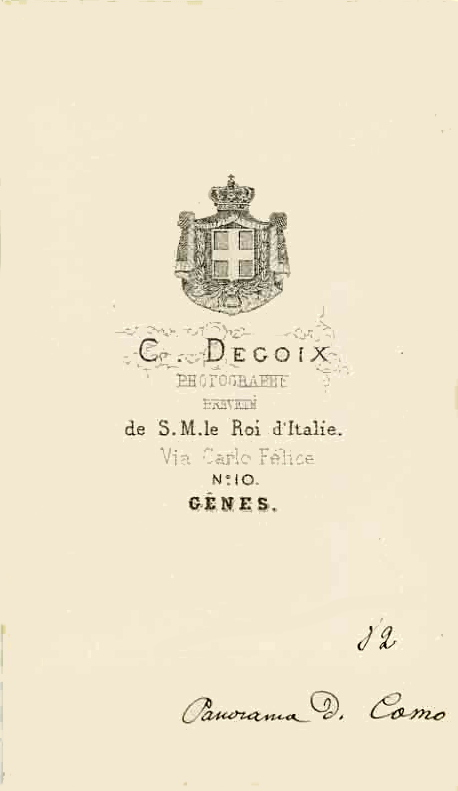
Zadní strana fotografické karty od Celestina Degoixe.
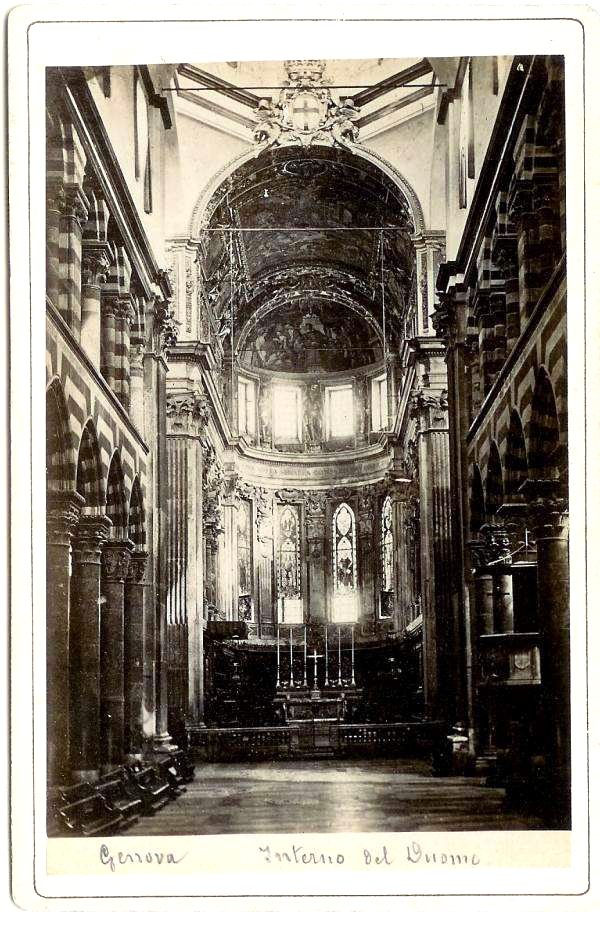
Katedrála svatého Vavřince, Janov, 1884.
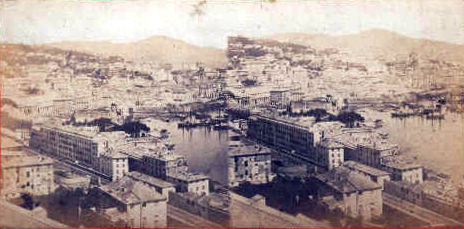
Pohled na Janov, asi 1880, stereofotografie
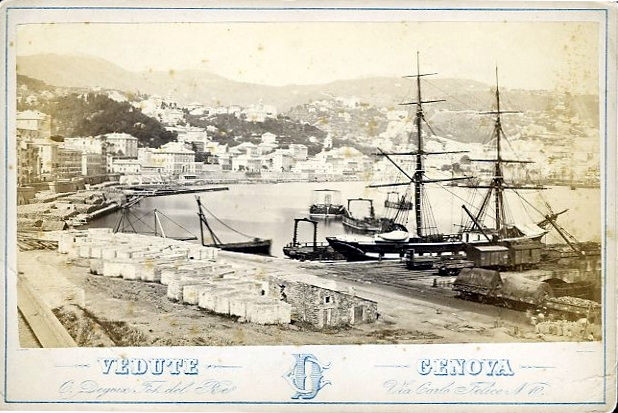
Pohled na Janov
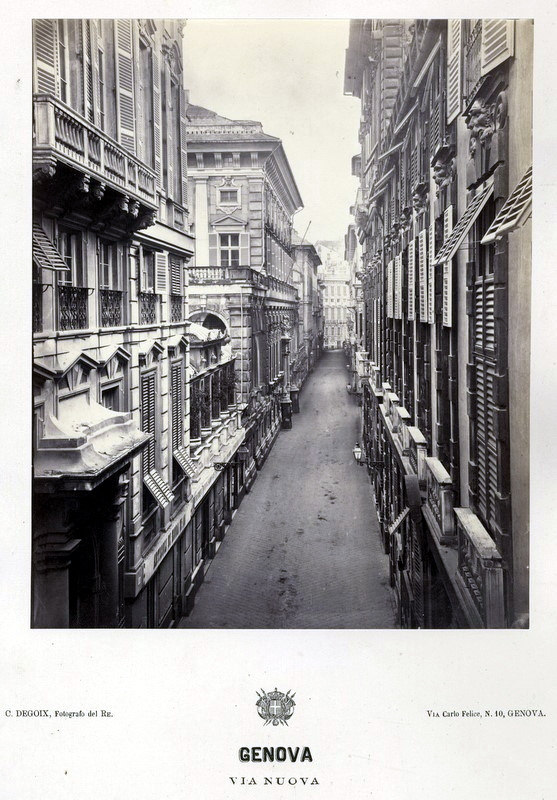
Via Nuova v Janově
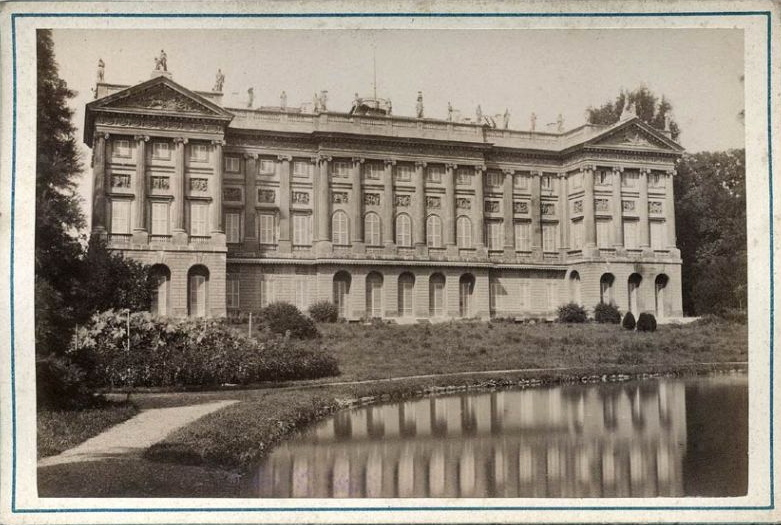
Královská vila v Miláně
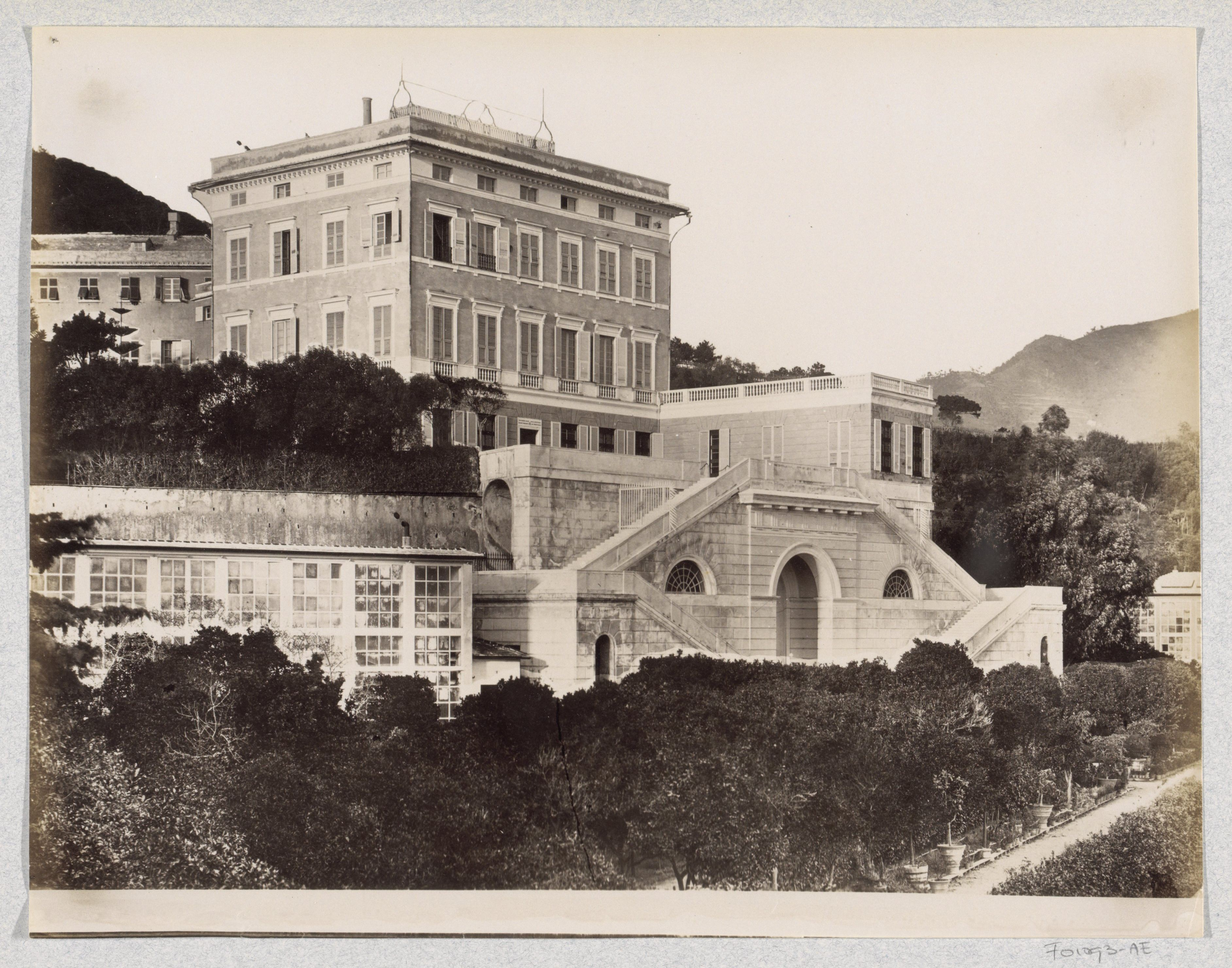
Villa Durazzo-Pallavicini v Janově
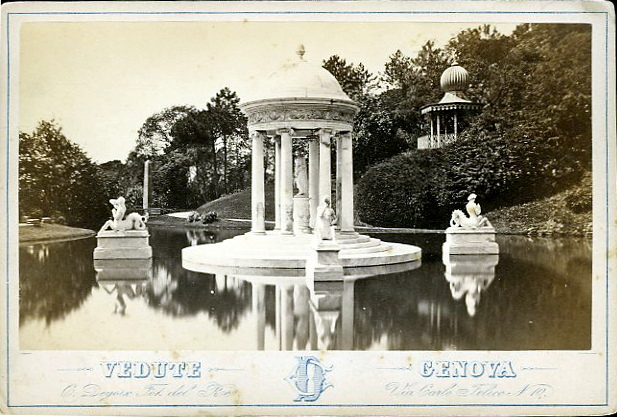
Dianin pavilon v parku Villa Durazzo-Pallavicini v Janově
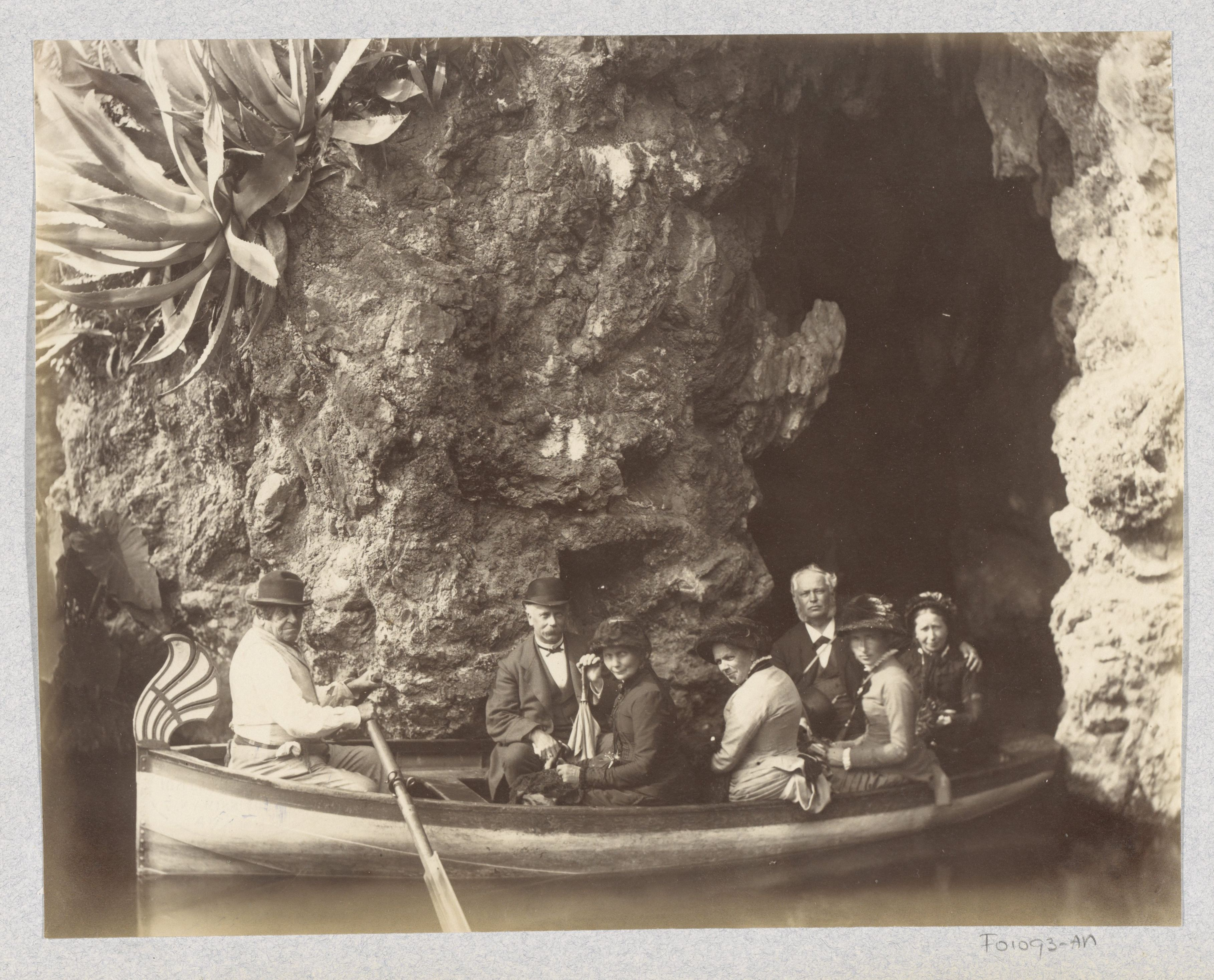
Skupina turistů v jeskyni Villa Durazzo-Pallavicini v Janově